# Oreocharis forrestii
Oreocharis forrestii är en tvåhjärtbladig växtart som först beskrevs av Friedrich Ludwig Diels, och fick sitt nu gällande namn av Sidney Alfred Skan. Oreocharis forrestii ingår i släktet Oreocharis och familjen Gesneriaceae. Inga underarter finns listade i Catalogue of Life.

## Bildgalleri

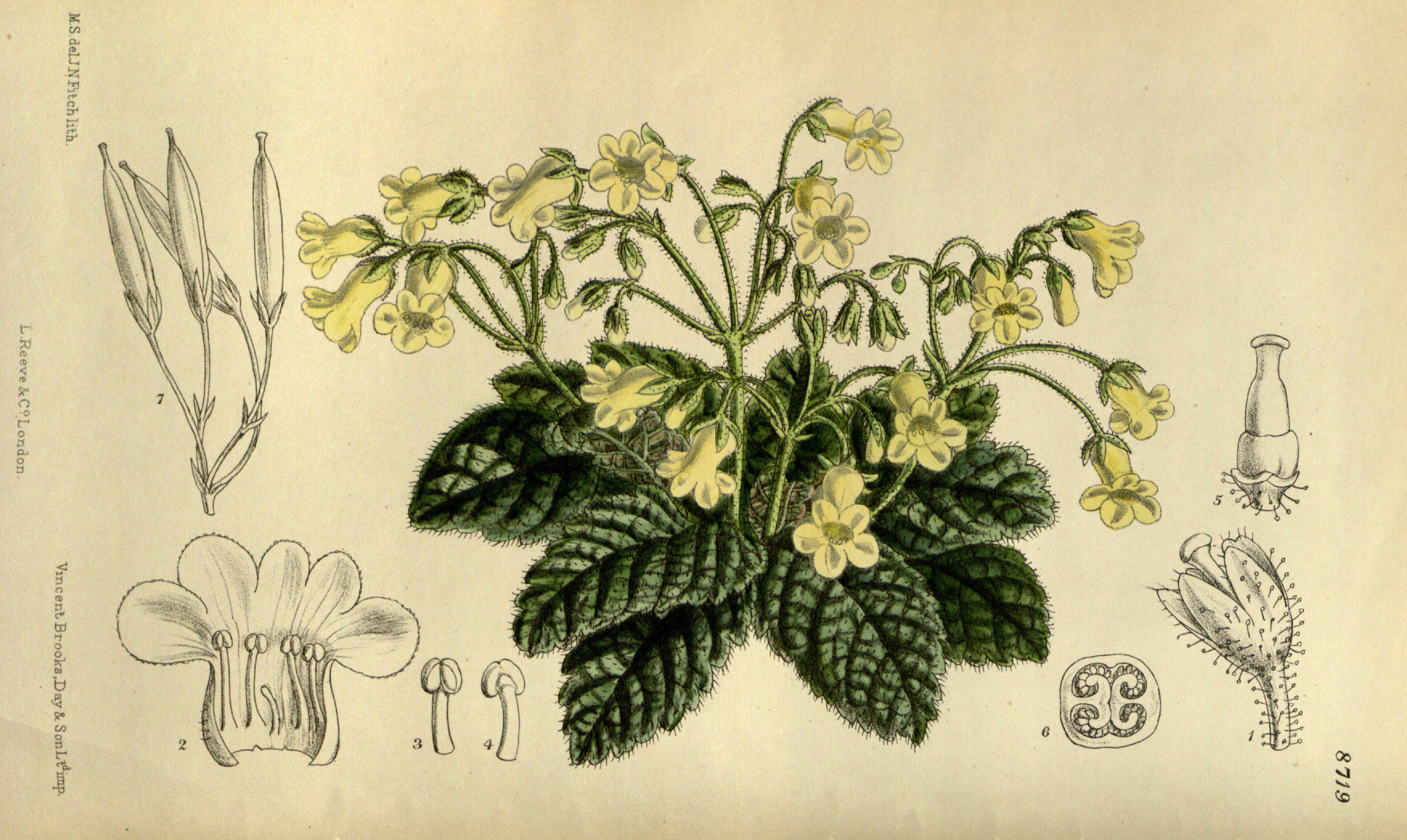